# Cyornis ocularis
Cyornis ocularis — вид горобцеподібних птахів родини мухоловкових (Muscicapidae). Ендемік Філіппін.

## Таксономія
Cyornis ocularis раніше вважався підвидом рудохвостої джунглівниці, однак був визнаний окремим видом в 2021 році.

## Поширення і екологія
Cyornis ocularis живе в тропічних лісах на островах архіпелагу Сулу.